# Justin Trudeau
Justin Pierre James Trudeau (Ottawa, 1971. december 25. –) politikus, Kanada 23. miniszterelnöke, 2013 és 2025 között a Liberális Párt vezetője, Pierre Trudeau volt miniszterelnök fia. Kanada történetének második legfiatalabb miniszterelnökeként tartják számon és az első olyan személy, akinek a szülője is betöltötte ugyanezt a pozíciót.

## Ifjúkora
Justin Trudeau 1971. december 25-én született Ottawában Pierre Trudeau miniszterelnök és Margaret Trudeau (leánykori nevén Sinclair) legidősebb fiaként. BA diplomáját a montréali McGill Egyetemen szerezte 1994-ben irodalomból. Ezután egy évet külföldön töltött, majd visszatért a McGill Egyetemre, és pedagógiai tanulmányokat kezdett, amiket végül a Brit Columbiai Egyetemen fejezett be 1998-ban. 1999-től 2002-ig Vancouverben tanított egy középiskolában.
A Brit Columbiában töltött idő alatt Trudeau elvesztette öccsét, Michelt, aki egy lavinabalesetben hunyt el, és apját, aki prosztatarákban halt meg. Apja temetésén mondott beszédével került először a köztudatba.

## Politikai pályafutása

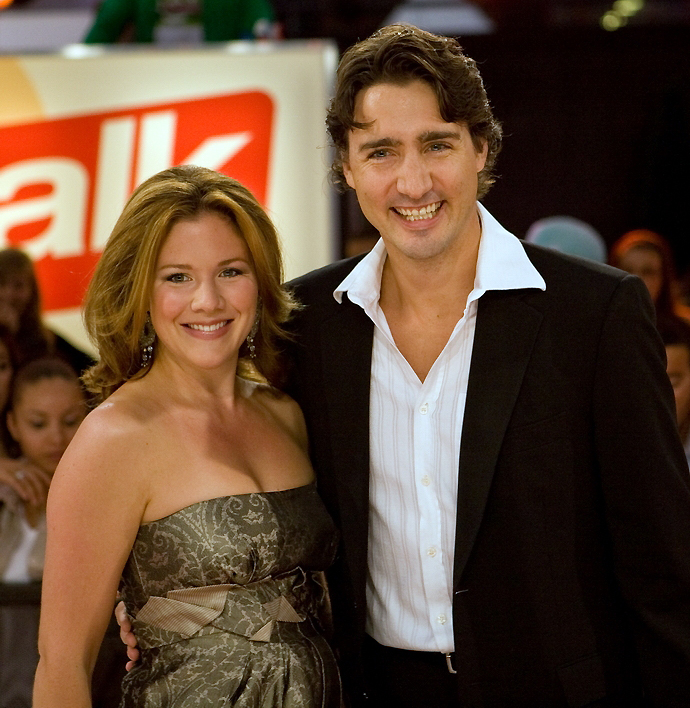
Trudeau és felesége, Sophie Grégoire 2008-ban

Trudeau a 2000-es évek első évtizedében fokozatosan fordult a politika felé. Először a Liberális Párt ifjúsági tagozatában volt aktív, majd a 2008-as választáson mandátumot szerzett a papineau-i választókerületben, Montréalban. A választást a Liberális Párt elvesztette, és Trudeau a liberális árnyékkormány tagja lett; eleinte az ifjúsági és multikulturális ügyekért, később pedig az ifjúsági, állampolgársági és bevándorlási ügyekért volt felelős.
2011-ben újabb képviselői mandátumot kapott, 2012-ben pedig nagy többséggel a Liberális Párt vezetőjévé választották. Vezetése alatt a párt megnyerte a 2015-ös választást. A Trudeau vezette új kormány november 4-én tette le az esküt. A kabinet munkáját jelentős nemzetközi várakozás övezte, mert 31 tagja közül 15 nő volt, ezenkívül pedig soraikban számos különböző etnikum, valamint majdnem minden tartomány is képviseltette magát. Különösen sok visszhangja volt továbbá annak, hogy a kormány tagjai közül többen is jelentős tudományos háttérrel rendelkeznek, ami a tudomány támogatásának, valamint a politikai döntéshozatali folyamatoknak új irányt szabhat a Stephen Harper vezette előző kormány gyakran tudományellenesnek tartott politikája után. Trudeau pedig úgy tűnt, nemcsak támogatja a tudomány előrehaladását, de ő maga is nyomon követi. Egy 2016-os sajtótájékoztató keretén belül szót ejtett a kvantumszámítógépekről, amire minden bizonnyal nem készült fel, de ettől függetlenül igencsak pontos, szabatos magyarázatot hallhattunk tőle. Ez egyébként nagyobb sajtóvisszhangot is keltett, egyesek ellenszenvesnek találták ezt a megnyilatkozását, mások viszont elismerésükkel adóztak neki.
2025. január 6-án bejelentette, hogy lemond miniszterelnöki és pártvezetői posztjáról.

## Magánélete
Trudeau házas; felesége Sophie Grégoire televíziós és rádiós műsorvezető. Három gyermekük van: Xavier James 2007-ben született, Ella-Grace Margaret 2009-ben, Hadrien pedig 2014-ben.

## Magyarul megjelent művei
- Ami összeköt; ford. Acsai Roland; Athenaeum, Bp., 2017